# Spindasis brunnea
Spindasis brunnea är en fjärilsart som beskrevs av Jackson 1966. Spindasis brunnea ingår i släktet Spindasis och familjen juvelvingar. Inga underarter finns listade i Catalogue of Life.